# 1445 Конколя
1445 Конколя (1445 Konkolya) — астероїд головного поясу, відкритий 6 січня 1938 року.
Тіссеранів параметр щодо Юпітера — 3,190.